# Kirghizistan aux Jeux olympiques d'hiver de 2022
Le Kirghizistan  participe aux Jeux olympiques d'hiver de 2022 à Pékin en Chine du 9 au 20 février 2022. Il s'agit de sa huitième participation à des Jeux d'hiver.
La délégation officielle compte trois hommes : le skieur alpin Gordeev, son entraîneur et président de la Fédération de ski de la république kirghize, Igor Borisov et le chef de mission Cholpan Zhumagazieva ; le président du CNO Sadyr Mamytov et le secrétaire général Kylychbek Sarbaghyshev seront également présents en tant qu'invités du Comité International Olympique. 

## Résultats en ski alpin
Maxim Gordeev, skieur kirghize de 26 ans, parvient à décrocher un quota sur le slalom.
| Athlète       | Épreuve | 1re manche | 1re manche | 2e manche | 2e manche | Total   | Total   |
| Athlète       | Épreuve | Temps      | Rang       | Temps     | Rang      | Temps   | Rang    |
| ------------- | ------- | ---------- | ---------- | --------- | --------- | ------- | ------- |
| Maxim Gordeev | Slalom  | Abandon    | Abandon    | Éliminé   | Éliminé   | Éliminé | Éliminé |